# Robert Sjöblom
Sam Robert Sjöblom, född 6 maj 1952 i Storkyrkoförsamlingen, Stockholm, är en svensk skådespelare.
Han växte upp i Bagarmossen och därefter i Täby. I gymnasieåldern började han att spela teater och gick sedan Teaterhögskolan i Stockholm 1973-76. 1973 var han även med och startade Skånska Teatern.
Sjöblom har mestadels varit knuten till Tur-teatern i Kärrtorp, men har även haft roller på film och i TV. Däribland kan nämnas den som Pelle Pettersson i filmerna om Roland Hassel samt rollen som Lech Wałęsa i filmen Dagar i Gdansk.

## Filmografi
- 1975 – Sängkamrater
- 1976 – Drömmen om Amerika
- 1977 – Klurige Matti och hans gås
- 1977 – Jack
- 1980 – Lördagsgodis (TV-program)
- 1981 – Dagar i Gdansk
- 1981 – Vuk - Rävungen
- 1980 – Sinkadus (TV-serie)
- 1982 – Strul
- 1983 – Öbergs på Lillöga (TV-serie)
- 1984 – Julstrul med Staffan & Bengt (TV-serie)
- 1984 – Skatten i träskslottet
- 1985 – Nya Dagbladet (TV-serie)
- 1986 – Morrhår och ärtor
- 1986 – Hassel – Anmäld försvunnen
- 1986 – Hassel – Beskyddarna
- 1986 – Råttis
- 1986 – Sammansvärjningen (TV-serie)
- 1987 – Nionde kompaniet
- 1988 – Jungfruresan
- 1988 – Folk och rövare i Kamomilla stad
- 1989 – Kimagure Orange Road
- 1989 – Hassel – Slavhandlarna
- 1989 – Hassel – Säkra papper
- 1989 – Hassel – Terrorns finger
- 1989 – Hassel – Offren
- 1990 – Nånting levande åt Lame-Kal
- 1990 – Nötknäpparen och muskungen
- 1990 – Destination Nordsjön (TV-serie)
- 1991 – Rock-A-Doodle
- 1992 – Hassel – De giriga
- 1992 – Hassel – Svarta banken
- 1992 – Hassel – Botgörarna
- 1992 – Hassel – Utpressarna
- 1993 – Tryggare kan ingen vara ......
- 1994 – Ev byte
- 1994 – Den vite riddaren (TV-serie)
- 1994 – Bert (TV-serie)
- 1995 – Snoken (TV-serie)
- 1995 – Petri tårar
- 1995 – Jul i Kapernaum (TV-serie)
- 1997 – Selma & Johanna – en roadmovie
- 1998 – S:t Mikael (TV-serie)
- 1999 – Nya tider (TV-serie)
- 1999 – Astérix & Obelix möter Caesar
- 2000 – Hassel – Förgörarna
- 2001 – Kvinna med födelsemärke (TV-serie)
- 2002 – Beck – Okänd avsändare
- 2002 – Olivia Twist (TV-serie)
- 2003 – Järnvägshotellet (TV-serie)
- 2003 – Paragraf 9 (TV-serie)
- 2007 – Arn – Tempelriddaren
- 2012 – En plats i solen
- 2019 – Fartblinda (TV-serie)

## Teater

### Roller (ej komplett)
| År   | Roll        | Produktion                                                                                  | Regi           | Teater      |
| ---- | ----------- | ------------------------------------------------------------------------------------------- | -------------- | ----------- |
| 1986 | Fabrizio    | Mirandolina (Die Wirtin) Peter Turrini                                                      | Johan Huldt    | Turteatern  |
| 1991 |             | Sköna Helena Jacques Offenbach, Henri Meilhac och Ludovic Halévy                            | Georg Malvius  | Vasateatern |
| 1992 | Medverkande | Spånskiva, kabaré Ethel Berg, Robert Sjöblom, Peter Harryson, Jan Bandel och Carsten Palmær | Peter Harryson | Turteatern  |
| 1992 |             | Den vilda sardinen Michael Frayn                                                            | Tony Verner    | Folkan      |
| 2001 |             | Maratondansen Horace McCoy                                                                  | Andreas Lindal | Turteatern  |

## Priser och utmärkelser
- 1982 - Kasperpriset

### Fotnoter
1. 1 2 3  ”Robert Sjöblom”. Svensk Filmdatabas. http://sfi.se/sv/svensk-filmdatabas/Item/?type=PERSON&itemid=71163&iv=BIOGRAPHY. Läst 2 augusti 2012.
2. ↑  Tove Ellefsen (23 mars 1986). ”Sanslöst roligt i förort”. Dagens Nyheter:  s. 18. https://arkivet.dn.se/tidning/1986-03-23/11171-80/18. Läst 11 maj 2024.
3. ↑  ”Teaterannons”. Dagens Nyheter:  s. 24. 20 september 1991. http://arkivet.dn.se/arkivet/tidning/1991-09-20/256/24. Läst 12 juni 2016.
4. ↑  Tove Ellefsen (14 mars 1992). ”Genialisk skruv i hyllan Uffe”. Dagens Nyheter:  s. 20. https://arkivet.dn.se/tidning/1992-03-14/72/20. Läst 7 december 2020.
5. ↑  Marcus Boldemann (29 september 1992). ”Aktörerna klarar inte pjäs i pjäsen”. Dagens Nyheter:  s. B5. https://arkivet.dn.se/tidning/1992-09-29/265/19. Läst 5 maj 2018.
6. ↑  ”teater”. Aftonbladet. 11 april 2001. https://www.aftonbladet.se/kultur/article10205760.ab. Läst 7 juni 2019.